# 센추리 퍼시픽 푸드
센추리 퍼시픽 푸드(영어: Century Pacific Food, Inc.)는 필리핀의 식품 기업니다.